# Troisième trochanter
Le troisième trochanter est un renflement inconstant du la partie proximale du fémur. On l'appelle le troisième trochanter en référence aux grand et petit trochanters toujours présents sur le fémur.

## Description
Le troisième trochanter se situe sur la tubérosité du muscle grand glutéal. Il est présent chez 25 à 30 % des individus.
Lorsqu'il est présent, il est de forme oblongue, arrondie ou conique.
Il donne insertion pour un tendon du muscle grand glutéal.

## Anatomie comparée
Des structures analogues au troisième trochanter sont présentes chez d'autres mammifères, dont certains primates.
Le troisième trochanter est associé à des fémurs courts et robustes et est fréquemment présent et bien développé chez les Néandertaliens mais généralement absent chez les primates supérieurs.
En étudiant les fossiles d'Ardipithecus ramidus (un candidat au titre de dernier ancêtre commun aux chimpanzés et aux êtres humains), Lovejoy et al. 2009 ont noté que chez cette espèce - ainsi que chez Proconsul, Nacholapithecus et Dryopithecus (primates du Miocène) des homologues du troisième trochanter et de la fosse hypotrochantérienne sont présents alors que les deux traits sont absents chez les singes actuels.